# ژوزف انوره سیمون بو
ژوزف اُنوره سیمون بو (انگلیسی: Joseph Honoré Simon Beau؛ ‏ ۸ مهٔ ۱۸۰۶ – ۱۱ اوت ۱۸۶۵) پزشک اهل فرانسه بود که به‌دلیل پژوهش‌هایش در مورد فیزیولوژی قلب و ریه‌ها شهرت دارد. او دکترای پزشکی خود را در سال ۱۸۳۶ در پاریس دریافت کرد و از سال ۱۸۵۶ عضو «آکادمی ملی پزشکی فرانسه» بود. وی یکی از طرفداران و حامیان «فیزیولوژی آسیب‌شناختی» بود و رساله‌ای هم در مورد سوءهاضمه نوشت.

## نام‌گذاری‌های پزشکی
- خطوط بو: شیارهای عرضی روی ناخن که معمولاً نشانه بیماری سیستمیک است.
- سندرم بو: نارسایی ماهیچه قلبی و ناتوانی قلب در انجام سیستول کامل.[۲]